# ディック・ローリイ
ディック・ローリイ（Dick Lowry、1944年9月15日 - ）は、アメリカ合衆国の映画監督。

## 作品
- 警察署長 ジェッシイ・ストーン　奪われた純真
- 壊滅暴風圏II/カテゴリー7
- 壊滅暴風圏/カテゴリー6
- NYPD BLUE　～ニューヨーク市警15分署 シーズン9
- 騎馬大王アッティラ／平原の支配者
- ダイヤモンド・クエスト　カリマンタンの魔神
- アトミック・トレイン
- メルトダウン・クライシス
- Ｍｒ.マーダー
- ザ・ハリケーン
- ファイヤーインフェルノ
- アルフ ザ・ファイナル・スペシャル
- マック★テン／ＭＡＣ★10
- ジャンク・アップ・シティ
- 愛と憎しみの銃弾
- 愛と憎しみの銃弾2
- ＦＢＩ／男たちの闘争3
- ウィークエンド・カクテル／お嬢様はＨがお好き!?
- Ｌ.Ａ.スクワッド／男たちの闘争2
- 奇跡の２４３便
- グレイ・シティ／真実の沈黙
- 熱き瞳のままに／炎のタッチダウン
- ＦＢＩ／男たちの闘争
- キバリーヒルズ・コップ
- ミス・マープル／魔術の殺人
- ブロンクス・タフ・ガイ
- 青い誘惑
- 荒野のギャンブラー II
- ハンク・ウィリアムスＪｒ.物語　偉大なる父へ
- トランザム７０００　PART 3
- トム・ソーヤとペテン師たち
- ジョージア・ソング
- 愛しのジェーン・マンスフィールド
- ザ・ギャンブラー